# Joba Chamberlain
Pour les articles homonymes, voir Chamberlain.
Justin Louis Heath (né  le 23 septembre 1985 à Lincoln, Nebraska, États-Unis), mieux connu professionnellement sous le nom de Joba Chamberlain, est un lanceur de relève droitier qui a évolué dans la Ligue majeure de baseball de 2007 à 2016.
Gagnant de la Série mondiale 2009 avec sa première équipe, les Yankees de New York, Joba Chamberlain est un ancien lanceur partant devenu releveur en 2010.

## Carrière

### Yankees de New York

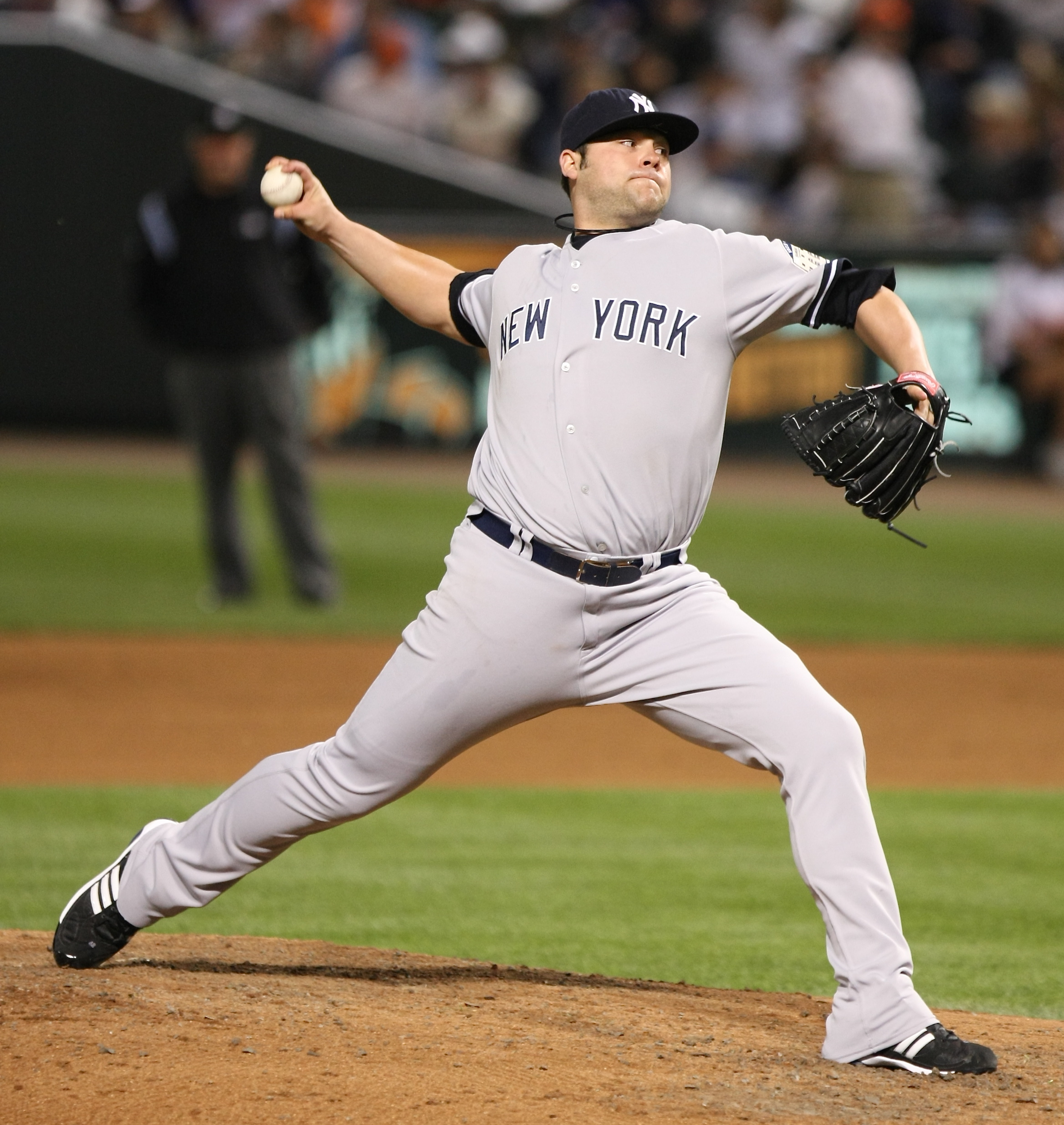
Joba Chamberlain lançant en 2008 pour les Yankees.

#### Saison 2007
Chamberlain commence sa carrière en 2007 avec les Yankees de New York en tant que lanceur de relève. Cette année-là, il lance 24 manches en 19 parties. Ses débuts sont très bons puisqu'il finit la saison avec une moyenne de points mérités de 0,38 et réussit 34 retraits sur des prises.

#### Saison 2008
Il commence la saison 2008 toujours comme lanceur de relève, mais devient lanceur partant le 3 juin en commençant pour la première fois une partie. Lors de ce match contre les Blue Jays de Toronto, il ne répond pas totalement aux attentes de son équipe puisque les Blue Jays marquent deux points dans la première manche. Chamberlain a été remplacé dès la troisième manche. Ses résultats sont meilleurs dans les matchs suivants puisqu'il obtient trois victoires pour une défaite en dix parties. Le 4 août 2008, Chamberlain se blesse à l'épaule droite lors de la cinquième manche d'un match contre les Rangers du Texas. Il a pu réintégrer l'équipe le 2 septembre 2008, mais de nouveau comme lanceur de relève. Il termine 8e au vote qui détermine la recrue de l'année 2008 dans la Ligue américaine.

#### Saison 2009

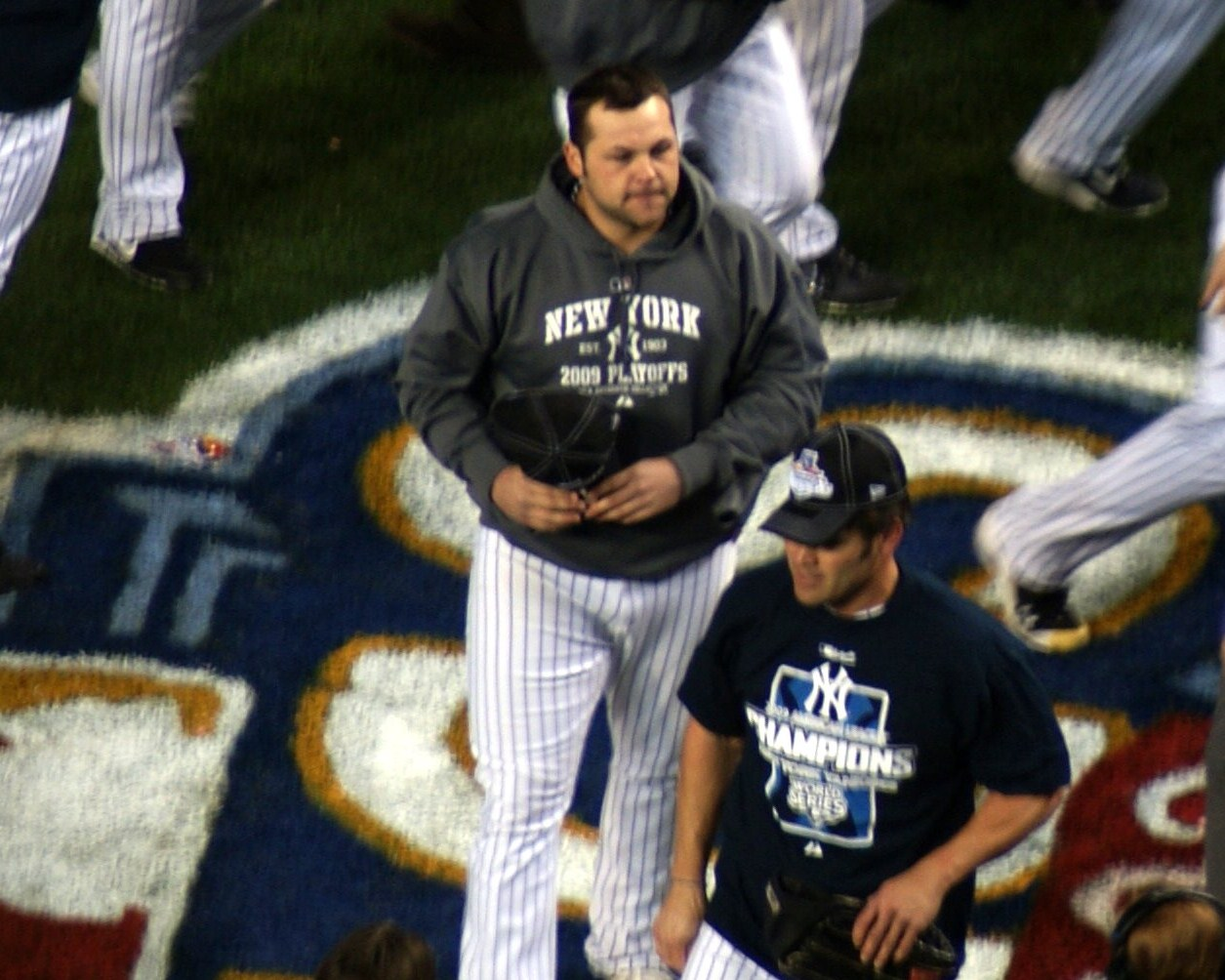
Joba Chamberlain après le 6e match de la Série de championnat 2009 qui assure aux Yankees une présence en Série mondiale.

Il commence 31 des 32 parties qu'il dispute et gagne neuf parties, contre six défaites. Sa moyenne de points mérités est de 4,75 en 157 manches et un tiers lancées. Il gagne la Série mondiale 2009 avec les Yankees. Il effectue 10 sorties au total, pour 5 manches et un tiers lancées en relève, dans les séries éliminatoires. Il est le lanceur gagnant du 4e match de finale contre les Phillies, à Philadelphie.

#### Saison 2010
Il ne lance qu'en relève en 2010 et entre dans 73 parties. Sa moyenne de points mérités est de 4,40 avec 77 retraits sur des prises en 71 manches et deux tiers lancées. Il remporte trois décisions et en perd quatre. Ses débuts dans le rôle de releveur à temps plein sont pénibles : dans les quatre premiers mois de la saison 2010, il perd quatre de ses cinq décisions et sa moyenne grimpe à 5,60 en 45 sorties. Cependant après le 1er août il n'accorde que 2,36 points mérités par partie en 28 matchs et les frappeurs adverses n'ont qu'une moyenne au bâton de ,200 contre lui. Il est limité à trois sorties en éliminatoires, où il maintient sa moyenne à 2,70 en trois manches et un tiers lancées en relève contre les Rangers du Texas en Série de championnat de la Ligue américaine.

#### Saison 2011
En 2011, il amorce bien l'année et maintient sa moyenne de points mérités à 2,83 en 28 manches et deux tiers lancées. Il a remporté ses deux décisions lorsque sa saison prend fin après le match du 5 juin et il subit par la suite une opération de type Tommy John à l'épaule droite.

#### Saison 2012
Chamberlain commence le camp d'entraînement avec les Yankees mais il se blesse sérieusement à la cheville droite en sautant sur un trampoline avec son fils à un terrain de jeux de Tampa. Il est hospitalisé et doit être opéré à la cheville, ce qui lui fait rater le début de la saison.

#### Saison 2013
Une blessure, cette fois à l'oblique droit, déraille une autre saison pour Chamberlain en 2013. Il lance néanmoins 42 manches en 45 parties, ce qu'il n'avait pas accompli depuis 2010. Sa moyenne de points mérités s'élève à 4,93 avec deux victoires et une défaite. Il n'est utilisé qu'en relève.

### Tigers de Détroit
Le 13 décembre 2013, Chamberlain quitte New York après 7 saisons lorsqu'il accepte un contrat d'un an offert par les Tigers de Détroit.
En 69 matchs et 63 manches lancées en relève à sa première saison à Détroit, il maintient une moyenne de points mérités de 3,57 avec deux victoires, cinq défaites, deux sauvetages et 59 retraits sur des prises. Lanceur de 8e manche des Tigers, il connaît une seconde moitié de campagne beaucoup plus difficile, alors que sa moyenne de points mérités s'élève à 4,97 après la pause du match des étoiles. En séries éliminatoires, il est malmené par les Orioles de Baltimore dans la Série de division remportée en 3 matchs de suite par les adversaires des Tigers. Chamberlain y fait deux apparitions, affronte six frappeurs mais n'enregistre qu'un retrait. Il est victime de 5 points des Orioles, dont 4 mérités.
Sans contrat alors que s'ouvrent les camps d'entraînement qui précèdent la saison 2015, Chamberlain signe le 24 février un nouveau contrat d'une saison avec les Tigers. Cette entente qui lui garantit un million de dollars, somme à laquelle s'ajoutent différents bonis à la performance, est une diminution de salaire puisque 2,5 millions lui était garantis par le club à la signature de son contrat précédent, en décembre 2013.

### Royals de Kansas City
Libéré par les Tigers le 10 juillet 2015, Chamberlain signe un contrat avec les Blue Jays de Toronto le 21 juillet suivant, mais est libéré le 14 août après un court séjour en ligues mineures.
Il signe un contrat des ligues mineures avec les Royals de Kansas City le 16 août 2015. Il effectue 6 sorties pour les Royals et accorde 5 points mérités en 5 manches et deux tiers. Il ne joue pas en séries éliminatoires et est retranché de l'effectif de 40 joueurs des Royals avant le début de la Série mondiale 2015.

### Indians de Cleveland
Le 1er décembre 2015, Chamberlain accepte le contrat des ligues mineures proposé par les Indians de Cleveland.

## Vie personnelle

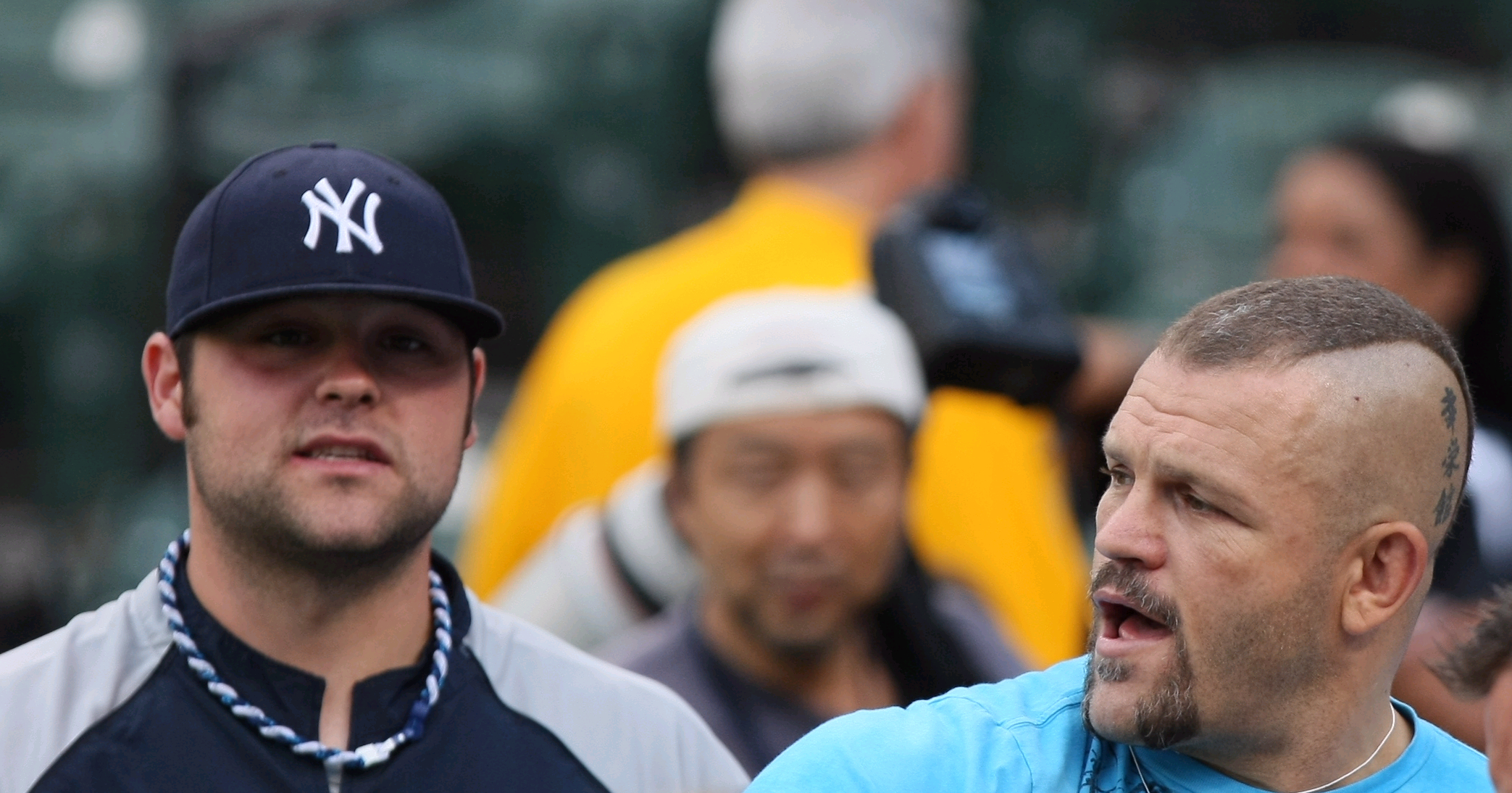
Joba Chamberlain (à gauche) et le pratiquant de MMA Chuck Liddell avant un match de baseball en 2009.

Chamberlain est membre de la nation Winnebago.

## Statistiques
| Saison | Équipe     | G   | GS | CG | SHO | V  | D  | SV | IP    | SO  | ERA  |
| ------ | ---------- | --- | -- | -- | --- | -- | -- | -- | ----- | --- | ---- |
| 2007   | NY Yankees | 19  | 0  | 0  | 0   | 2  | 0  | 1  | 24.0  | 34  | 0,38 |
| 2008   | NY Yankees | 42  | 12 | 0  | 0   | 4  | 3  | 0  | 100.1 | 118 | 2,60 |
| 2009   | NY Yankees | 32  | 31 | 0  | 0   | 9  | 6  | 0  | 157.1 | 133 | 4,75 |
| 2010   | NY Yankees | 73  | 0  | 0  | 0   | 3  | 4  | 3  | 71.2  | 77  | 4,40 |
| Totaux | Totaux     | 166 | 43 | 0  | 0   | 18 | 13 | 4  | 353.1 | 362 | 3,77 |

| Saison | Équipe     | G  | GS | CG | SHO | V | D | SV | IP   | SO | ERA  |
| ------ | ---------- | -- | -- | -- | --- | - | - | -- | ---- | -- | ---- |
| 2007   | NY Yankees | 2  | 0  | 0  | 0   | 0 | 0 | 0  | 3.2  | 4  | 4,91 |
| 2009   | NY Yankees | 10 | 0  | 0  | 0   | 1 | 0 | 0  | 6.1  | 7  | 2,00 |
| 2010   | NY Yankees | 3  | 0  | 0  | 0   | 0 | 0 | 0  | 3.1  | 3  | 2,70 |
| Totaux | Totaux     | 15 | 0  | 0  | 0   | 1 | 0 | 0  | 13.1 | 14 | 3,38 |

Note : G = Matches joués ; GS = Matches comme lanceur partant ; CG = Matches complets ; SHO = Blanchissages ; 
V = Victoires ; D = Défaites ; SV = Sauvetages ; IP = Manches lancées ; SO = Retraits sur des prises ; ERA = Moyenne de points mérités.